# Анри де Мондевиль
Анри де Мондевиль (фр. Henri de Mondeville; ок. 1260, Нормандия, Франция — 1320, Париж) — французский хирург, придворный врач Филиппа IV и Людовика X. Автор незавершённого трактата «Хирургия» (1306—1320), написанного на латинском языке и посвящённого различным вопросам медицинской практики. Применял новаторские методы лечения ран; внёс вклад в становление хирургии как самостоятельной области медицины. После смерти был надолго забыт; лишь в XIX веке его трактат начал переводиться на европейские языки, а его открытия и достижения получили должную оценку.

## Биография
Точная дата рождения Анри де Мондевиля неизвестна. Обычно указывается 1260 или 1250 год. Местом рождения считается Нормандия: Мондвиль (близ Кана) или Эмондвиль (департамент Манш). Прочие биографические сведения также скудны; предполагается, что он изучал медицину в университетах Парижа и Монпелье, после чего продолжил обучение в Болонье у Теодорика Боргоньони. Последний преподавал хирургию и новейшие методы лечения ран (включая использование антисептиков и применение анестезии); именно под его влиянием Мондевиль заинтересовался этими дисциплинами.
Вернувшись во Францию, в 1301 году Мондевиль стал одним из придворных врачей Филиппа IV (возможно, по рекомендации другого придворного хирурга, Жана Питара, у которого он ранее учился в Париже). В его обязанности также входило сопровождение королевской армии во время сражений. (Впоследствии, после смерти короля Филиппа в 1314 году, он продолжит службу при его преемнике, Людовике X.) В свободное от королевской службы время Мондевиль преподавал, с 1301 по 1304 год, анатомию и хирургию в университете Монпелье. Ги де Шолиак, посещавший его лекции, впоследствии вспоминал, что в ходе обучения Мондевиль демонстрировал анатомические иллюстрации. В то время это было новшеством, и Мондевиль считается первым, кто начал использовать подобные средства наглядности в преподавании медицины. В 1306 году он переехал в Париж, где продолжил преподавать в медицинских школах. В тот же период он начал работать над объёмным трактатом «Хирургия». С 1312 года он читал первые две части своего труда перед публикой, однако растущая популярность и придворная служба мешали Мондевилю продолжать начатую работу. В 1316 году его собственное здоровье пошатнулось, и трактат остался незавершённым. Мондевиль, страдавший от астмы и туберкулёза лёгких, скончался в 1320 году.

## Труды и значение
Анри де Мондевиль был выдающимся хирургом-практиком. Известно, что он владел рациональными методами ампутации конечностей, практиковал перетягивание при кровотечениях. Революционными были также применение при операциях анестезии (с помощью опиума, мандрагоры и т. д.) и тщательное зашивание, дезинфекция и перевязывание ран повязками, пропитанными вином, во избежание нагноений (тогда как общепринятой практикой было, напротив, вызывать гной — считалось, что он способствует очищению раны). Мондевиль отмечал превосходство хирургии над прочими областями медицины, поскольку лишь ей под силу излечить то, что не лечится лекарствами. Кроме того, он полностью осознавал и многократно подчёркивал ответственность, которую несут представители этой профессии; разоблачал и критиковал шарлатанов от медицины. В 1315 году он совершил первое (незаконное) вскрытие человеческого трупа, поскольку понимал необходимость препарирования для дальнейшего развития анатомии.

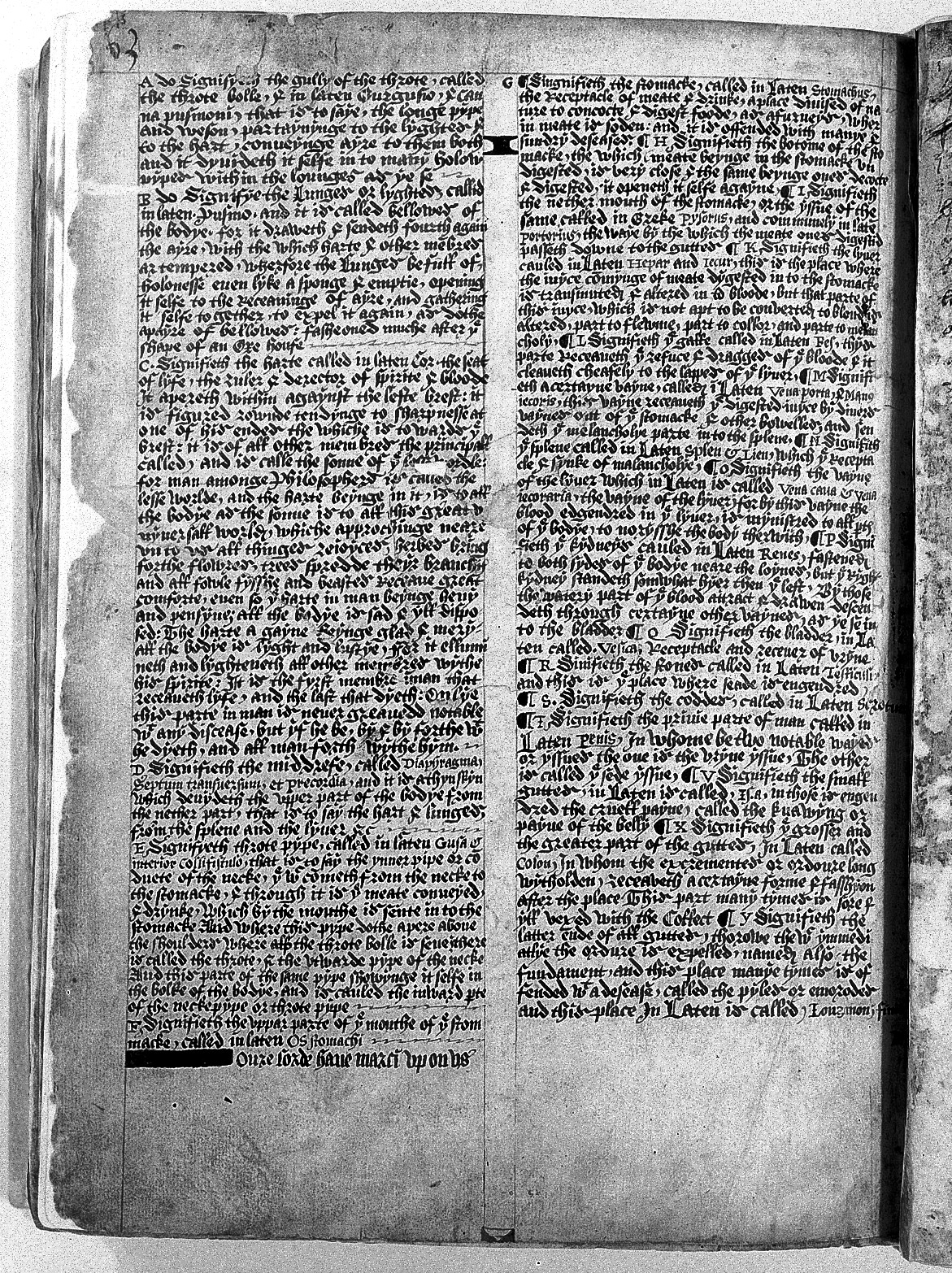
Страница из «Хирургии» Мондевиля. Ок. 1475

В 1306 года Мондевиль начал работать над главным трудом своей жизни: трактатом «Хирургия» (Cyrurgia). Это был первый труд на данную тему, написанный французом. По традициям своего времени, Мондевиль писал на латинском языке, однако уже при его жизни был создан перевод двух первых книг трактата на современный французский язык. В этот манускрипт была включена миниатюра, изображавшая самого Мондевиля в процессе преподавания. «Хирургия» написана простым и ясным языком; её автор демонстрирует хорошее знакомство с классическими и современными текстами по медицине: в его сочинении присутствует более 1300 отсылок к текстам различных авторов. Чаще всего Мондевиль цитирует Галена, однако очевидно, что он не считал древнеримского медика непререкаемым авторитетом и стремился в первую очередь выразить собственные идеи.
По изначальному замыслу Мондевиля, книга должна была включать в себя пять отдельных «трактатов», однако написать он успел лишь четыре.
- Первая часть посвящена анатомии. В ней Мондевиль даёт описание внутренностей и тканей, цитируя Галена и Авиценну, а также опираясь на собственный опыт. По мнению Э. Никеза, переводившего в конце XIX века трактат Мондевиля на французский язык, в этой части Мондевиль в наименьшей степени проявил себя, однако она может представлять исторический интерес, поскольку автор даёт чёткие определения терминов, бытовавших в его эпоху[18].
- Во второй части говорится о ранах и язвах. Именно она является самой длинной и подробной, составляя по объёму почти половину трактата. Кроме того, в ней ярко выражена оригинальность Мондевиля как медика и как автора, обладающего своеобразным стилем и страстно увлечённого своим призванием[17][19]. В эту же часть Мондевиль включил рассуждения общего характера, касающиеся факторов, которые способствуют или, напротив, препятствуют выздоровлению больного[17]. Примечательно, что он настаивал на необходимости обеспечить полный комфорт и душевный покой больного. Такие эмоции, как радость и надежда, Мондевиль считал столь важными для выздоровления, что советовал обеспечить их больному любой ценой[6]. Так, он писал:

Хирург должен организовать режим больного так, чтобы тот испытывал счастье и радость: пообещать ему скорое выздоровление, окружить его близкими и друзьями, призвать к нему жонглёра, чтобы тот развлекал его игрой на виоле или псалтерии. Нужно сделать так, чтобы больной поверил, что когда выздоровеет, то совершит великие деяния; если он каноник, ему надо сказать — будь то правда или ложь (пусть даже по выздоровлении его ждёт темница или виселица) — что епископ или прелат скончался; что на место покойного избран он сам; что ему пора думать о новом жилье и о том, кого из служителей он изберёт под своё начало; что в будущем — вполне возможно — он станет римским папой. Можно даже, без угрызений совести, дать ему прочесть подложные письма о смерти или разорении его врагов или лиц, чья смерть обеспечит ему повышение.
Оригинальный текст (фр.)Aussi, le chirurgien doit-il ordonner tout le régime du malade, en vue du plaisir et de la joie, lui promettant par exemple la santé à bref délai, faisant en sorte qu'il ait autour de lui ses proches, ses amis, un jongleur (joculator) qui le distraie en jouant de la viole ou du psaltérion à dix cordes (cum violla aut psalterio decacordo). On amènera le malade à croire qu'une fois guéri il fera, tout seul, de grandes merveilles; s'il est chanoine de quelque église ou de plusieurs, on lui dira, que ce soit vrai ou faux, lors même qu'il devrait être an cachot ou suspendu après sa guérison, que l'évêque ou le prélat est mort, que c'est lui qui est élu; qu'il songe alors à préparer sa demeure et son personnel; qu'il est à espérer que lui-même plus tard sera pape. On peut lui porter et lui remettre sans remords de fausses lettres sur la mort ou le discrédit de ses ennemis ou de personnes de la mort desquelles il attend une promotion.

- Тема третьей книги — иные случаи (помимо ран и язв), требующие хирургического вмешательства. Мондевиль начал её лишь в 1316 году, через десять лет после первой и второй; книга осталась незавершённой, однако сохранился предусмотренный автором план[21][22]. В числе прочего Мондевиль пишет об опухолях и кожных заболеваниях, а также касается вопросов гигиены и косметических процедур[23]. В этой части также содержится некоторая информация автобиографического характера: Мондевиль жалуется на трудную и неблагодарную службу у короля, а также выражает опасения, что из-за болезни не успеет закончить свой труд[21].
- Четвёртую часть — известно, что в ней должны были рассматриваться переломы и вывихи — Мондевиль решил опустить, чтобы отдать все силы и оставшееся время пятой[24]. Возможно, он принял решение пожертвовать этой частью по той причине, что травматология в его эпоху была достаточно развита и его вклад не был бы настолько новаторским, как в других областях[5].
- Пятая часть посвящена ядам и противоядиям. Она начинается, как и вторая, с рекомендаций общего характера; далее Мондевиль пишет о различных веществах и их свойствах[25].

После смерти Анри де Мондевиля его труд был на долгое время забыт, а основным пособием и учебником по хирургии стала Chirurgia Magna Ги де Шолиака. Лишь в XIX веке к трактату Монтевиля вновь возник интерес: в 1892 году он был переведён на немецкий язык, в 1893 — на французский. Оригинальная рукопись Мондевиля хранится в Национальной библиотеке в Париже. В настоящее время Анри де Мондевиль считается выдающимся врачом и теоретиком своего времени, внесшим большой вклад в развитие и становление хирургии как самостоятельной области медицины.